# DejaGnu
DejaGnu est un cadriciel (framework) de tests de non-régression maintenu pour le projet GNU par Rob Savoye et Ben Elliston. DejaGnu est notamment utilisé par les projets GCC, Binutils et GDB. Son but est de fournir un frontal unique pour tout type de tests. Réalisé avec la suite logicielle de tests Expect, dont les outils sont écrits en Tcl, DejaGnu permet par ailleurs la création de batteries de tests livrées avec leur application.

## Caractéristiques techniques
DejaGnu est un framework pour tester d'autres programmes. 

### Avantages
- La flexibilité et la cohérence du framework DejaGnu facilitent l'écriture de tests pour tout logiciel, avec soit des traitements par lots ou des programmes interactifs.
- DejaGnu fournit une couche d'abstraction permettant l'écriture de tests portables dans n'importe quel environnement dans lequel le programme doit être testé. Par exemple, un test pour GDB peut tourner dans n'importe quel environnement ou système où doit s'exécuter le logiciel.
- L'utilisation de Tcl et Expect rend possible l'écriture de wrappers pour des batteries de tests existantes.
- Tous les tests ont le même format de sortie, ce qui favorise l'intégration des tests dans d'autres cycles de développement logiciel.